# Sayed Muzaffar Hussain Burney
Sayed Muzaffar Hussain Burney (* 14. August 1923 in Bulandshahr; † 7. Februar 2014 in Neu-Delhi) war ein indischer Verwaltungsbeamter, Politiker und Sachbuchautor.

## Biografie
Burney war Verwaltungsbeamter des Indian Administrative Service (Orissa-Kader), wo er bis zum Posten des Chief Secretary aufstieg. Nach seiner Pensionierung diente er als Gouverneur der indischen Bundesstaaten Tripura, Manipur und Nagaland (1981–1984), Haryana (1984–1988), Himachal Pradesh (1987–1988). Danach gehörte er von 1988 bis 1992 als Mitglied und Vorsitzender der 4. und 5. indischen Minderheiten-Kommission an. Von 1990 bis 1995 war er Kanzler der Jamia Millia Islamia in Delhi.
Burney veröffentlichte als Autor mehrere Bücher, darunter Unity and Integrity of India (1986) und die Biografie über Muhammad Iqbal Iqbal: Poet-Patriot of India.